# Fétichisme de la botte
 (mai 2018).
Si vous disposez d'ouvrages ou d'articles de référence ou si vous connaissez des sites web de qualité traitant du thème abordé ici, merci de compléter l'article en donnant les références utiles à sa vérifiabilité et en les liant à la section « Notes et références ».

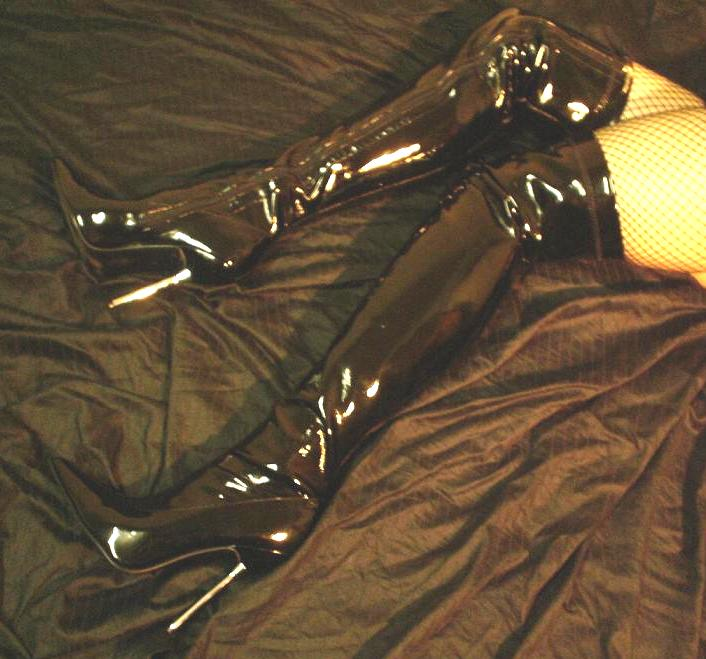
Femme portant des cuissardes à talons aiguilles.

Le fétichisme de la botte est très similaire à celui du fétichisme de la chaussure. Les attirances sexuelles sont les mêmes que celles des chaussures. Dans la plupart des cas, le fétichisme de la botte provient du matériau dont la botte est faite. Ces matériaux pourraient être le cuir, le caoutchouc ou le latex. 
Généralement, les bottes sont divisées en trois catégories de structures primaires - les bottines, les bottes ne dépassant pas la cuisse et les cuissardes.
Il existe une théorie pour ce type de fétichisme : dans certaines cultures, un enfant en bas âge peut éprouver une excitation sexuelle pour les pieds de sa mère. Si ce type de sexualité grandit chez l'enfant durant cette période, cela peut impliquer une excitation primaire pour les pieds, les chaussures et les bottes.

## Fétichisme de la botte en latex

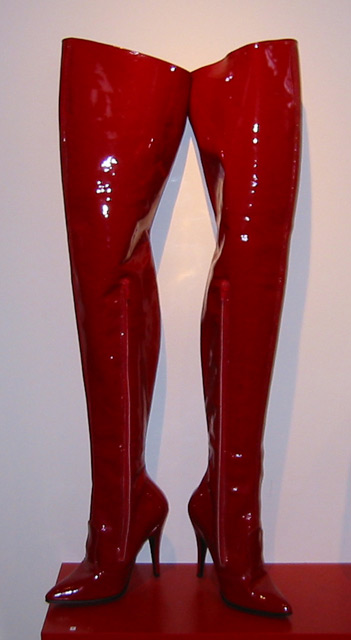
Bottes fétichistes féminines en PVC avec accentué talons hauts.

Un autre exemple type de fétichisme de la botte (celui en latex) parfois élevé ou non. Ce fétichisme se manifeste par :
- la protection de la boue, du ciment, de l'eau ou de la neige ;
- un sentiment de protection totale ;
- le bruit des bottes sortant et entrant dans la boue ;
- les bottes portées sur soi ;
- les bottes portées par les autres.